# گزوییه علیا
گزوییه علیا، روستایی از توابع بخش رابر شهرستان رابر در استان کرمان ایران است.

## جمعیت
این روستا در دهستان جواران قرار دارد و براساس سرشماری مرکز آمار ایران در سال ۱۳۸۵، جمعیت آن ۱۲۰ نفر (۲۰خانوار) بوده‌است.